# Timbres de Nouvelle-Calédonie 2006
Cet article recense les timbres de Nouvelle-Calédonie émis en 2006 par l'Office des postes et télécommunications de l'archipel.

## Généralités
Les timbres portent les mentions « Nouvelle-Calédonie RF Postes 2006 » (RF pour République française). Ils sont en usage dans ce pays d'outre-mer rattaché à la France et qui bénéficie d'une large autonomie postale dans le choix de ses émissions philatéliques. 

## Légende
Pour chaque timbre, le texte rapporte les informations suivantes :
- date d'émission, valeur faciale (en franc CFP, abréviation : XPF) et description,
- formes de vente,
- artistes concepteurs et genèse du projet,
- manifestation premier jour,
- date de retrait, tirage et chiffres de vente,

ainsi que les informations utiles pour une émission donnée.

## Janvier

### Série courante Cagou
Le 19 janvier, est émis un timbre d'usage courant de 110 XPF bleu-gris au type Cagou de Lavergne employé depuis 2003. Son émission permet d'assurer le nouveau tarif postal instauré le 20 juin 2005 et qui a conduit à la surcharge de deux timbres de 100 CPF de deux types Cagou différents (de Lavergne et du précédent par Lisiak), ainsi que d'une série commémorative.
Ce type est dessiné et gravé par André Lavergne pour une impression en taille-douce en feuille de cent timbres.
Un carnet de dix timbres autocollants de 110 XPF est disponible à partir de juin 2006.
Le timbre et le carnet sont retirés de la vente le 31 août 2007.

## Mars

### Îlot Nokanhoui
Le 10 mars, est émis un timbre touristique de 110 XPF sur l''îlot Nokanhoui, récif de l'île des Pins.
La photographie est l'œuvre de Mike Hosken pour une impression en offset.
Le timbre est retiré de la vente le 31 août 2007.

### Patrimoine automobile calédonien
Le 23 mars, est émis une bande indivisible de trois timbres de 110 XPF chacun représentant une automobile ancienne, conservée en Nouvelle-Calédonie et toujours en état de rouler. Le timbre de gauche présente une Georges Richars, première automobile qui a été utilisée en Nouvelle-Calédonie, en 1903. Celui au milieu du triptyque représente une Renault NN de 1925, avec volant à droite. À droite, est visible une Citroën Trèfle 5 CV de 1925. Les trois véhicules sont dépeints en vue générale, à laquelle s'ajoute la vue monochrome d'un détail et en fond, des éléments d'un paysage néo-calédonien.
Les dessins sont de Jean-Richard Lisiak et les timbres imprimés en offset.
La série est retirée de la vente le 31 août 2007.

## Avril

### Recherche contre la douleur:Conus geographus
Le 12 avril, est émis un timbre de 150 XPF sur la recherche contre la douleur, à la suite d'une session du 11e Congrès international sur la douleur organisée fin août 2005 en Nouvelle-Calédonie, et pour le centenaire de la publication par Jules Dejerine et Gustave Roussy de travaux sur le syndrome thalamique. Le timbre représente un Conus geographus, un coquillage marin, dans le venin duquel des propriétés anti-douleur d'un ziconotide ont été récemment découvertes.
La représentation du Conus geographus est de Jean-Paul Véret-Lemarinier pour une impression en offset et en sérigraphie.
Le timbre est retiré de la vente le 31 août 2007.

### 60eanniversairede la Croix-Rouge en Nouvelle-Calédonie
Le 13 avril, est émis un timbre commémoratif de 75 XPF pour le 60e anniversaire de la délégation néo-calédonienne de la Croix-Rouge française, créée en 1946, après la Seconde Guerre mondiale, du constat qu'il n'existait pas dans l'archipel d'association humanitaire.
Le dessin est signé Sébastien Lesire pour une impression en offset.
Le timbre est retiré de la vente le 31 août 2007.

## Mai

### 1926: arrivée des colons nordistes
Le 24 mai, est émis un timbre commémoratif de 180 XPF pour le 80e anniversaire de l'arrivée des colons dans le Nord de la Nouvelle-Calédonie. Le timbre est illustré d'une photographie ancienne de trois colons autour d'un tracteur.
Le timbre de 4,8 × 2,7 cm est gravé par Pierre Albuisson. Il est imprimé en taille-douce en feuille de 25 timbres.
Le timbre est retiré de la vente le 31 août 2007.

## Juin

### Coupe du monde de la FIFA
Le 8 juin, est émis un timbre de 110 XPF annonçant la Coupe du monde de football, organisée en Allemagne du 9 juin au 9 juillet 2006. Le timbre représente un joueur de l'équipe de France ballon au pied, avec un arbitre en maillot jaune et short noir derrière lui.
Le timbre est conçu par Louis Arquer et imprimé en offset en feuille de dix exemplaires.
Le timbre est retiré de la vente le 31 août 2007.

### Lianes endémiques
Le 17 juin, est émis un triptyque sur trois espèces de lianes endémiques de Nouvelle-Calédonie. Les trois timbres de 110 XPF représentent, de gauche à droite et avec leurs fleurs : Artia balansae, Oxera brevicalyx et Canavalia favieri.
Les timbres de 3,6 × 2,6 cm sont dessinés par Laurence Ramon. Ils sont imprimés en offset avec cinq triptyques par feuille.
Le triptyque est retiré de la vente le 31 août 2007.

### Oiseaux endémiques menacés
Le 17 juin, sont émis trois timbres de 75 XPF et un bloc de trois autres timbres de 110 XPF sur trois espèces menacées d'oiseaux de Nouvelle-Calédonie. Le bloc représente ces trois espèces dans un paysage naturel. Les espèces sont le lori à diadème (Charmosyna diaderma), l'égothèle calédonien (Aegotheles savesi) et le râle de Lafresnaye (Gallirallus lafresnayanus) Les timbres de 75 XPF portent les logotypes de deux associations de protection des oiseaux : la Société calédonienne d'ornithologie (SCO), elle-même affiliée à Birdlife International.
Les timbres de 75 XPF et le bloc de 330 XPF sont dessinés par Laurence Ramon. Imprimé en offset, les trois premiers sont conditionnés chacun en feuille de vingt-cinq exemplaires. Les timbres sont de formats différents :  ceux de feuilles 2,6 × 3,6 cm tous verticaux et ceux du bloc 4,8 × 3,6 cm (un vertical, deux horizontaux).
La série est retirée de la vente le 31 août 2007.

## Août

### 25 ans Avec
Le 5 août, est émis un timbre commémoratif de 85 XPF pour le 25e anniversaire de l'association Aide volontaire aux évacués calédoniens (Avec). Créée en août 1981, elle aide les familles des personnes forcées d'être évacuées de Nouvelle-Calédonie pour des raisons médicales. Un avion jaune est dessiné au-dessus d'un globe centré sur l'Australie sur lequel sont inscrits le nom de quatre villes, de haut en bas : Paris, Brisbane, Nouméa et Sydney.
Le timbre de 2,6 × 3,6 cm est dessiné par Sébastien Lesire et est imprimé en offset en feuille de vingt-cinq exemplaires.

### Journée du timbre: la poste mobile

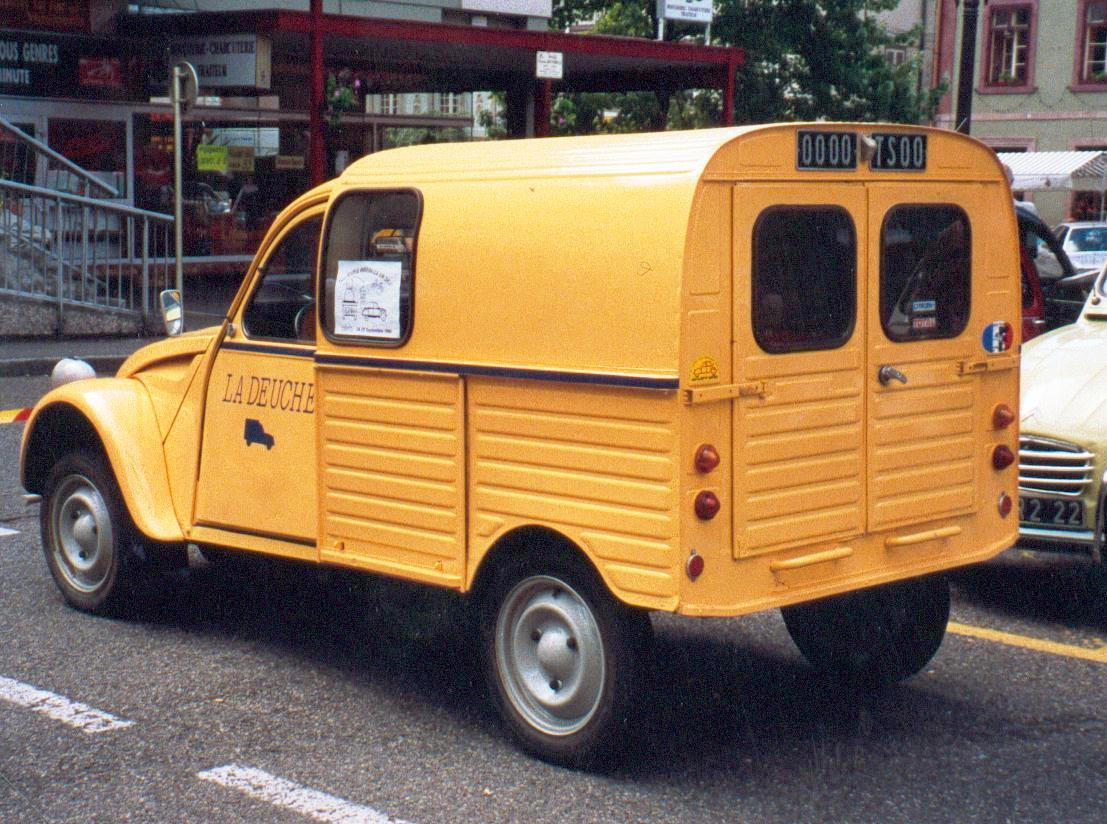
Une Citroën AZU postale européenne, proche de celle visible sur le timbre.

Le 7 août, dans le cadre de la journée du timbre, est émis un timbre de 75 XPF sur la poste mobile, un service de bureau de poste itinérant. Les agences sont installées dans des véhicules postaux suivant des trajets préétablis à travers l'archipel depuis 1965. Deux scènes de cette poste en action constituent l'illustration du timbre : une enfant tendant une lettre au postier installé dans un véhicule ressemblant à une Citroën AZU ; et un postier accompli les actes postaux sur une table installé à l'emplacement du siège passager.
Le timbre de 4,8 × 2,7 cm est dessiné et gravé par Jean-Richard Lisiak pour une impression en taille-douce en feuille de vingt-cinq.

## Septembre

### Conférence du Programme régional océanien pour l'environnement
Le 12 septembre, est émis un timbre de 190 XPF à l'occasion de la 17e conférence du Programme régional océanien pour l'environnement (PROE) organisée du 7 au 15 septembre au siège de la Communauté du Pacifique Sud à Nouméa. L'illustration présente sur un paysage de plage et de palmiers, des étoiles de mer colorés et une tortue marine.
De format de 4,8 × 2,7 cm, le timbre est dessiné par Aurélie Baras et imprimé en offset en feuille de vingt-cinq.
La manifestation premier jour a lieu le 11 septembre à Nouméa. Le cachet met en valeur la tortue marine et quelques étoiles de mer.

### Le rail calédonien
Le 19 septembre, est émis un timbre de 320 XPF sur l'histoire du « rail calédonien » avec la présentation de face et de profil de la Nakale 7547, une des dernières locomotives achetées pour servir en Nouvelle-Calédonie et construite par la Société alsacienne de constructions mécaniques. Elle servit de 1930 à 1942.
Le timbre de 4,8 × 2,7 cm est dessiné et gravé par André Lavergne pour une impression en taille-douce en feuille de dix.

## Novembre
Les émissions du 8 novembre coïncide avec le Salon philatélique d'automne de Paris. Cependant, le carnet de dix timbres sur « L'aquarium de Nouméa. Vue sur les lagons... » est reportée.

### Les comédiens de bois
Le 8 novembre, est émis un timbre de 280 XPF sur les comédiens de bois, issus du théâtre de marionnettes. Plusieurs personnages animaux sont dessinés sur le timbre.
Le timbre de 4,8 × 3,6 cm est dessiné par Sébastien Lesire et est imprimé en offset en feuille de dix.

### 10 ans de Mobilis
Le 8 novembre, est émis un timbre de 75 XPF pour le dixième anniversaire du réseau GSM de l'Office des postes et télécommunications de Nouvelle-Calédonie, sous le nom commercial de Mobilis. L'illustration principale est une photographie d'une tour de télécommunications dans la lumière rouge d'un lever ou coucher de soleil. Sur la gauche, apparaît en translucide un téléphone mobile de la marque française Sagem, connecté à ce réseau (« NCL MOBILIS » sur l'écran).
Le timbre de 4,8 × 2,7 cm est conçu par Pierre-Alain Pantz pour une impression en offset en feuille de vingt-cinq unités.

### Joyeux Noël
Le 8 novembre, est émis un timbre de Noël de 100 XPF représentant une Vierge à l'enfant, les deux personnages regardant en direction du lecteur.
Le timbre est dessiné et gravé par Claude Andréotto pour une impression en offset et taille-douce. Les timbres sont conditionnés en feuille de dix exemplaires.

### Vingt ans du Kaneka
Le 8 novembre, est émis un timbre de 75 XPF pour les vingt du kaneka, un style de musique canaque apparu dans les années 1980. L'illustration est le dessin d'un groupe de kaneka en train de jouer.
Le dessin est de Sébastien Lesire. Le timbre de 3,6 × 2,6 cm est imprimé en offset en feuille de vingt-cinq.

## Décembre

### L'homme lézard
Le 16 décembre, est émis un timbre de 110 XPF reproduisant une sculpture intitulée L'homme lézard. La sculpture de Joseph Poukiou fait partie de la collection Facko et est exposée au Centre culturel Tjibaou, à Nouméa.
Le timbre de 4 × 5,2 cm est imprimé en offset en feuille de dix exemplaires.

### Sources
- La presse philatélique française, dont les pages nouveautés de l'Écho de la timbrologie et de Timbres magazine :
  - dont la liste des timbres retirés de la vente le 31 août 2007 dans leurs numéros de novembre 2007 : L'Écho n°1812, page 20 et Timbres magazine n°84, page 16.
- Le catalogue de vente par correspondance de La Poste de métropole.